# Torre árabe de Albal
La torre árabe de Albal, conocida popularmente como Torre dels Moros, es el edificio de mayor antigüedad de la población y único vestigio de la fortificación defensiva de la primitiva alquería islámica. Es de gran importancia simbólica para la población, formando parte de su escudo heráldico.
Este edificio fue incluido en el «Inventario de Castillos, Torres y Murallas del Antiguo Reino de Valencia» para el Patrimonio Artístico Nacional en 1953. Es bien de interés cultural con referencia R-I-51-0010732.

## Historia
Es una torre de vigilancia y defensa de época árabe. La torre se encuentra en el centro de la población, en una pequeña plaza, conocida como Plaza de García Sanchís a la que recaen dos de sus frentes, existiendo adosadas en los otros dos frentes.

Escudo de Albal, que incluye la torre

En el Llibre del Repartiment de Valencia, consta la donación que hizo en 1238 Jaime I de Aragón de la alquería árabe a Gil de Atrosillo. Seis años más tarde éste vendió la venta de Albal al cabildo de Valencia que conservó definitivamente el señorío.
Hace 21 años, en 2002, se declaró BIC (Bien de Interés Cultural) ya que es el edificio más antiguo que conserva la población debido a que se construyó en el siglo XI. Por otra parte, también entró en el Inventario de Castillos, Torres y Murallas del Antiguo Reino de Valencia para el Patrimonio Artístico Nacional en 1953.
Su nombre proviene de un término árabe al-Bal, que significa El Secano.

## Descripción

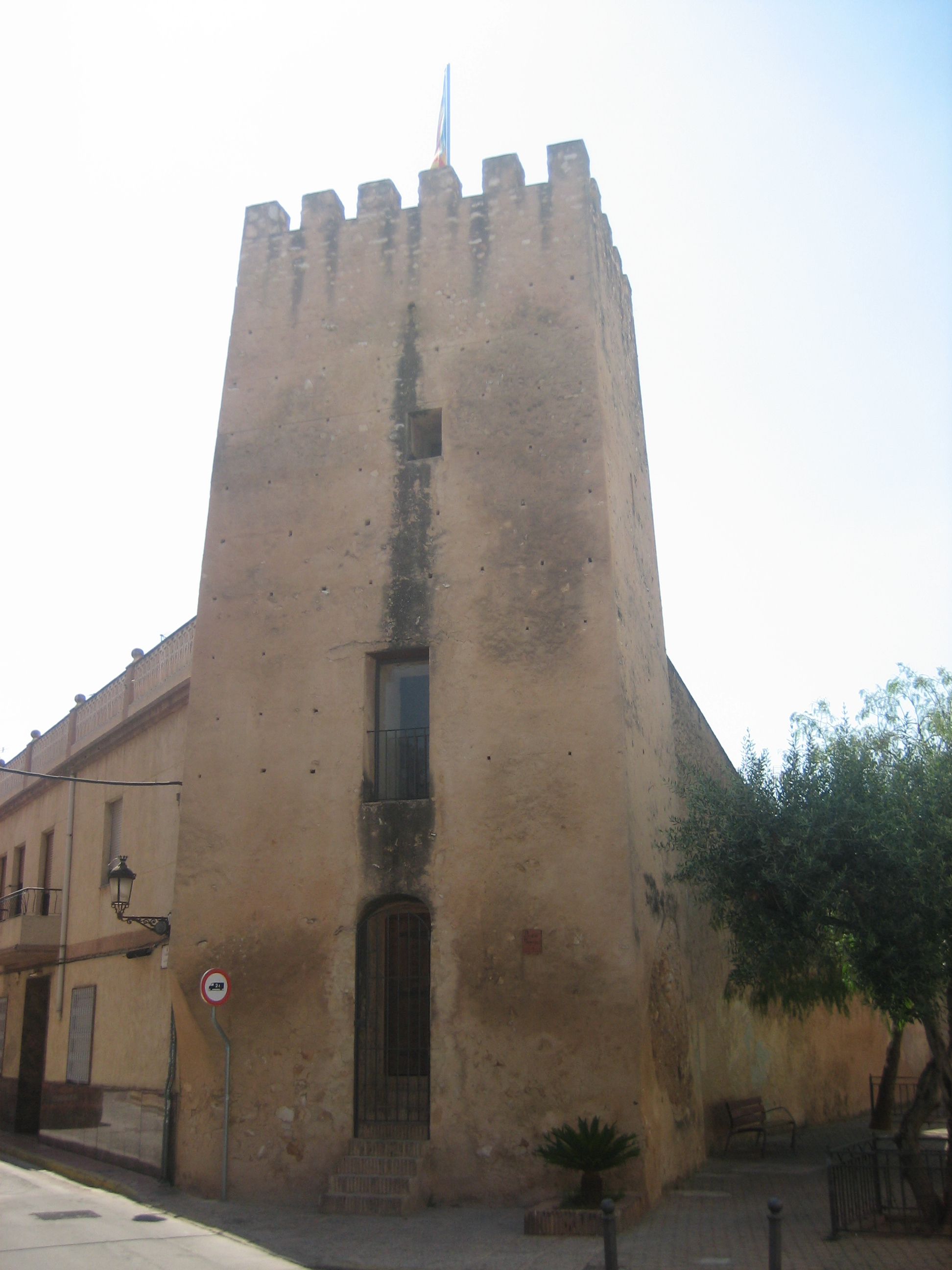
Torre árabe de Albal.

La torre árabe se hallaba originalmente separada de la población, junto al camino de Alcácer, en la actualidad queda integrada en el núcleo urbano, en una pequeña plaza a la que recaen dos de sus frentes, existiendo adosadas en los otros dos frentes. Se trataba de una torre con misión de vigilancia y defensa que debía formar parte del recinto defensivo de la pequeña alquería islámica, que se completaría con un circuito amurallado, ya que se han encontrado en las proximidades vestigios del mismo.
Se trata de una torre rectangular, ligeramente prismática y rematada con almenas cuyas dimensiones son de 6,10 por 5,01 metros de lado. A su planta baja, un poco elevada, se accede por una pequeña escalera dispuesta en el lado este en el cuerpo inferior. Sobre esta planta se elevan otras dos alturas cubiertas por bóvedas de cañón. De esta manera, se pueden diferenciar tres cuerpos distintos cubiertos por estas bóvedas de cañón en su interior. 

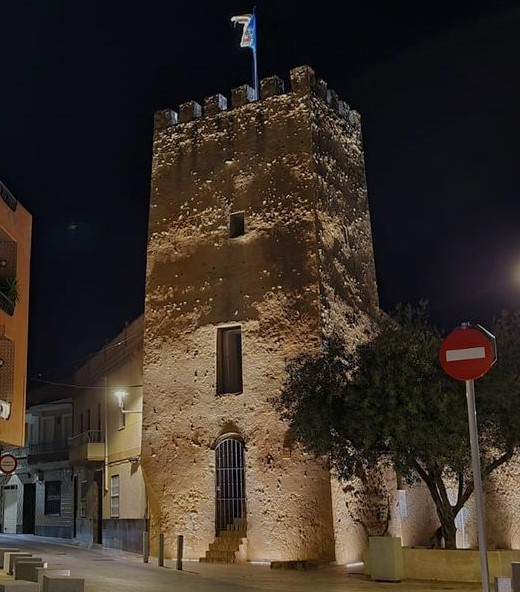
Torre árabe de Albal iluminada

El sistema constructivo se caracteriza por la existencia de cuatro muros de carga, construidos con tapia de tierra y cal y encofrada con tablas paralelas. La tapia está hecha con una proporción elevada de piedras no talladas que integran dos tercios del conglomerado. Se observan dieciséis tapiadas que constituyen tres cuerpos diferenciados, cubiertos por bóvedas de cañón. Se accede por un vano situado en el muro de levante y ubicado en el cuerpo inferior. Tras su restauración ha sido dedicada a sede del Museo Etnológico Municipal donde protegen algunos de los vestigios de la sociedad musulmana que vivió en Albal.

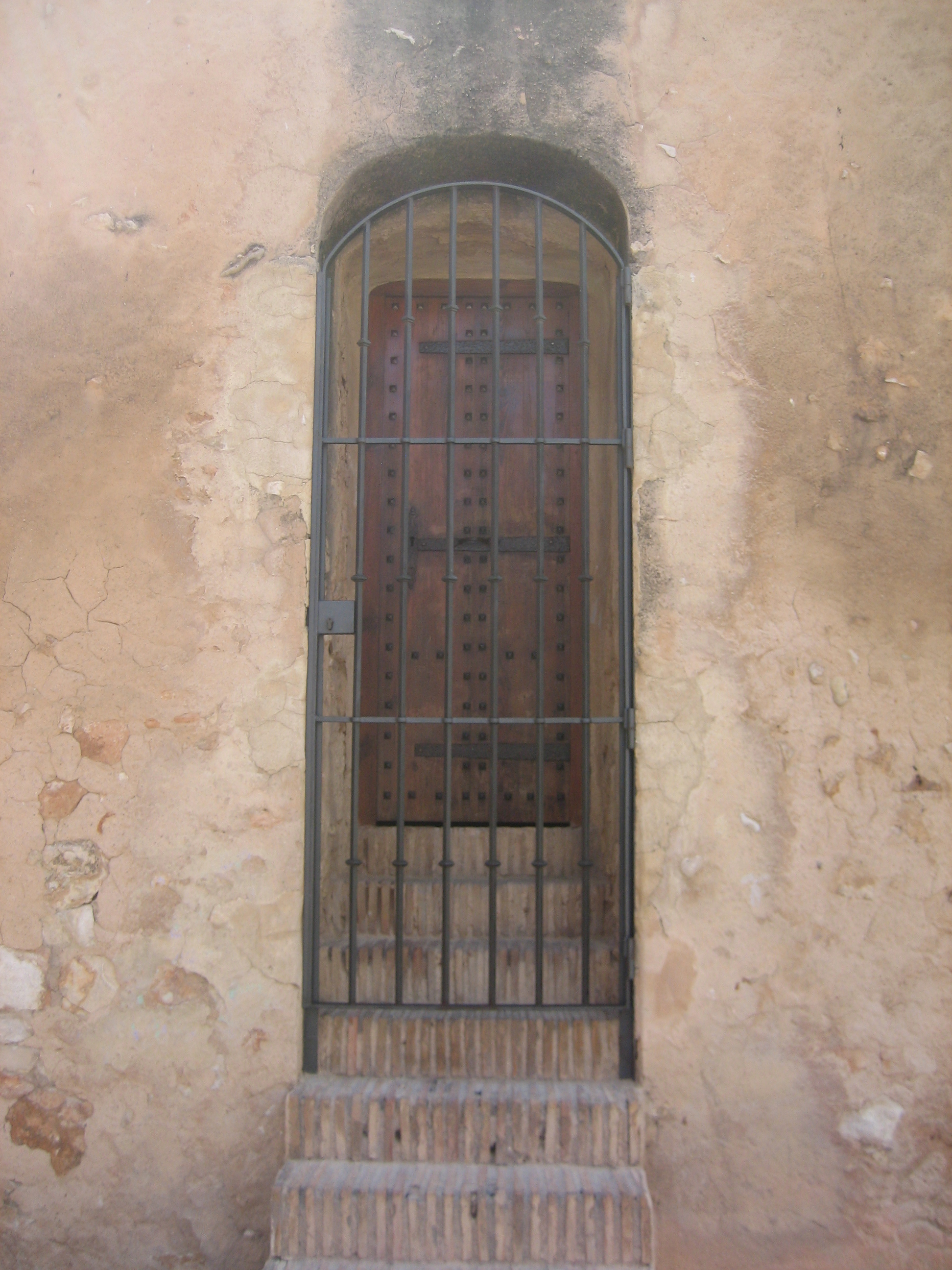
Puerta de acceso

Según fuentes orales de los ciudadanos del municipio de Albal, la Torre Árabe se ilumina por las noches, creando de esta manera un ambiente acogedor en la plaza donde se sitúa y haciendo olvidar el origen y función militar con la que se construyó.

## Restauraciones
Recientemente fue restaurada, eliminando una de las construcciones adosadas, y limpiando sus paramentos, utilizando materiales y técnicas respetuosas con el edificio original. Para poder realizar esta restauración, el Ayuntamiento de Albal destinó 145 000 euros para su conservación y remodelación. La arquitecta de la población, Manuela Molina explicó lo que iban a realizar exactamente ''para ello resulta necesario eliminar elementos impropios, la limpieza de parámetros, adecuación de la barandilla de la barandilla de la escalera interior, así como la limpieza de la fachada, dar una solución adecuada a la evacuación de aguas pluviales y mejorar el acceso peatonal a la torre''.
Josep Blasco fue el topógrafo encargado de realizar los exámenes estructurales del edificio, como por ejemplo las fotografías en tres dimensiones con un dron.
Sin embargo, la última modificación que se realizó en la torre fue en el año 1989, pero con varios fallos ya que Ramón Marí, que fue alcalde de Albal, afirmó que estas obras en vez de ser realizadas por un arquitecto, o restaurador, las llevó a cabo un decorador. Desde el punto de vista del historiador y del restaurador, se cometieron errores en su restauración verdaderamente trágicos, como ''grafitis árabes que aún perduraban en el interior de la torre''.